# Ranganathan Francis
Ranganathan Francis o Ranganandhan Francis (Madràs, Índia 1920) és un jugador d'hoquei sobre herba indi, ja retirat, guanyador de tres medalles olímpiques d'or.

## Biografia
Va néixer el 15 de març de 1920 a la ciutat de Madràs, actual ciutat de Chennai, que en aquells moments formava part de l'Imperi Britànic i que avui en dia forma part l'Índia.

## Carrera esportiva
Va participar, als 28 anys, en els Jocs Olímpics d'Estiu de 1948 celebrats a Londres (Regne Unit), on va aconseguir guanyar la medalla d'or al vèncier a la final a l'equip britànic. Aconseguí revalidar aquest metall en els Jocs Olímpics d'Estiu de 1952 realitzats a Hèlsinki (Finlàndia) i els Jocs Olímpics d'Estiu de 1956 realitzats a Melbourne (Austràlia) al vèncer, respectivament, l'equip neerlandès i l'equip pakistaní.